# Casteltermini

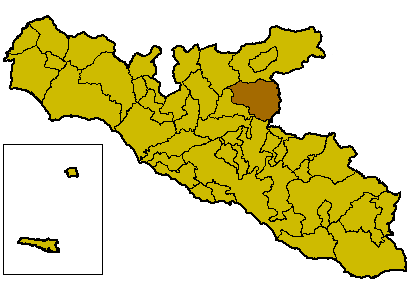
Localització de Casteltermini

Casteltermini (sicilià Casteltèrmini) és un municipi italià, dins de la província d'Agrigent. L'any 2008 tenia 8.543 habitants. Limita amb els municipis d'Acquaviva Platani (CL), Aragona, Cammarata, Campofranco (CL), San Biagio Platani, Sant'Angelo Muxaro, Santo Stefano Quisquina i Sutera (CL).

## Administració
| Període | Identitat    | Partit        |
| ------- | ------------ | ------------- |
| 2007-   | Nuccio Sapia | Llista cívica |